# Rose Berkowicz
Rose Berkowicz (née le 14 janvier 1922 à Paris, 12e arrondissement et morte le 25 mars 1943 à Drancy). Membre de l'organisation internationale socialiste des Faucons rouges, des Auberges de la jeunesse et des Amis de la Nature, elle est arrêtée le 29 décembre 1942 par la police française et déclarée morte à Drancy le 25 mars 1943, le jour de son départ programmé pour le camp d’extermination de Sobibor.

## Biographie
Rose Berkowicz est née dans une famille juive d'origine étrangère. Son père est Lazare Berkowicz, piqueur de tiges, et sa mère Bella Bleuhtin. Rose Berkowicz est naturalisée française en 1924. Elle habite avec ses parents 5 rue des Haudriettes dans le 3e arrondissement de Paris. Elle fréquente l'école primaire et obtient le Certificat d'études primaires. Elle est mécanographe mais sans profession à partir de 1940.
En 1936, elle adhère aux Faucons rouges, une association liée à l'Internationale socialiste, puis quitte le mouvement fin 1938 et adhère aux Auberges de jeunesse puis, début 1942, aux Amis de la Nature. Elle fait connaissance de son fiancé Louis Handschuch lors d’un camp.
Elle est arrêtée le 29 décembre 1942 par des inspecteurs de la Brigade spéciale 1, spécialisée dans la traque de l'ennemi intérieur. 
Ses parents étant partis en zone libre, selon ses dires, et le logement familial scellé par les Autorités allemandes, elle vit dans la famille de son fiancé Louis Handschuh, depuis leur départ en août 1942, au 55 rue des Petites-Ecuries dans le 10e arrondissement. Le fait d’habiter à une adresse différente de celle figurant sur sa carte d’identité est une infraction aux ordonnances allemandes.
Les policiers perquisitionnent le logement de Louis Handschuh et y trouvent un formulaire de demande de carte d’identité daté du 30 janvier 1942, portant sa photographie, un timbre fiscal, un timbre de la Préfecture de la Nièvre. Rose Berkowicz qu'elle craignait d'être arrêtée parce que juive et que  carte d'identité devait lui servir en cas d'urgence.
Questionnée sur son appartenance aux Faucons rouges, elle explique « Au cours de nos rassemblements, il n’était jamais question de politique, d’ailleurs, les membres étaient très jeunes puisque j’étais parmi les plus âgées et je n’avais à cette époque que quatorze ans ».
Elle est incarcérée à la prison de Fresnes, puis internée au camp de Drancy. Elle devait faire partie, le 25 mars 1943, du convoi n°53 à destination du camp d’extermination de Sobibor en Pologne. Son acte de décès date sa mort de ce même jour. Il est possible qu'elle se soit suicidée.
Son fiancé, Louis Handschuh (1920-1989) est interné à Drancy avec son père Oscar (1896-) et son frère Eugène (1923-2017). Ils tentent de s'évader en creusant un tunnel, avec onze autres détenus mais sont découverts,. Ils sont déportés à Auschwitz par le convoi n° 62 mais, avec la plupart de leurs camarades du tunnel, sauteront du train,. Les deux frères se cachent à Paris jusqu'à la fin de la guerre, le père, blessé, est soigné et caché par Mariette et Marcel Médard.

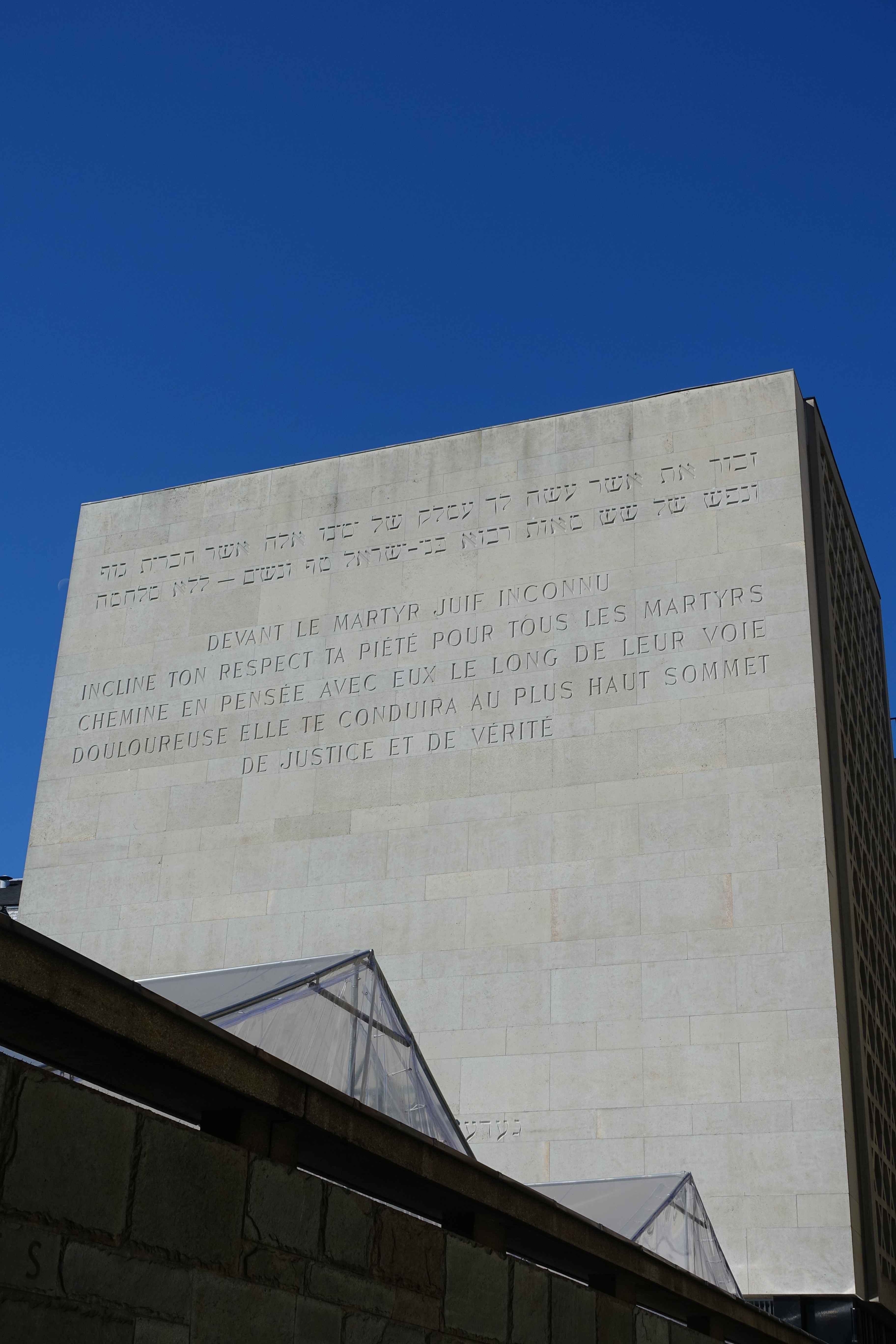
Mémorial de la Shoah à Paris.

Leur mère et épouse, Victoria Seifer (1896-1943) est internée, elle aussi à Drancy avec Rose Berkowicz et déportée par le convoi n°53 vers Sobibor le 25 mars 1943, avec Gitla Frenkiel (1905-1943). Elles y sont assassinées.
Eugène Handschuh témoigne dans le film documentaire Les Évades de Drancy diffusé en décembre 2017. Louis Handschuh décède à Paris en 2009. Ce n'est que dans les années 1970, qu'il apprend le sort de sa mère et de sa fiancée.
Le nom de Rose Berkowicz est inscrit sur le mur des noms au Mémorial de la Shoah rue Geoffroy-l’Asnier à Paris, 4e.